# Вилхелм от Егмонт
Вилхелм IV от Егмонт (Wilhelm/на нидерландски: Willem IV Heer van Egmond; * 26 януари 1412; † 19 януари 1483 в Граве, в Северен Брабант, Нидерландия) е благородник от древния холандски благороднически род Егмонт, господар на Егмонт и Леердам и щатхалтер на Гелдерн.
Той е вторият син на Ян II от Егмонт († 1451) и съпругата му Мария ван Аркел († 1415), дъщеря на Ян V ван Аркел (1362 – 1428) и Йохана от Юлих († 1394), дъщеря на херцог Вилхелм II от Юлих (1325 – 1393) и Мария от Гелдерн (1328 – 1397), дъщеря на херцог Райналд II (1295 – 1343). Брат му Арнолд от Егмонт (1410 – 1473) е херцог на Гелдерн.
Вилхелм ръсте в двора на чичо си херцог Райналд IV фон Гелдерн и Юлих. Между 1458 и 1464 г. той пътува с по-големия си брат херцог Арнолд в Светите земи. След това той помага на брат си в борбата за налследтвото на титлата херцог със син му Адолф. Херцог Шарл Дръзки го прави 1473 г. щатхалтер на Гелдерн. През 1477 г. Мария Бургундска го приема в „Големия съвет на Мехелн“.
Вилхелм от Егмонт става 1478 г. рицар на Хабсбургския Орден на Златното руно.
Вилхелм от Егмонт умира на 19 януари 1483 г. на 70 години в Граве, Нидерландия. Погребан е до брат му Арнолд.

## Фамилия
Вилхелм от Егмонт се жени на 22 януари 1437 г. за графиня Валбурга фон Мьорс-Сарверден († 1459), вдовица на Якоб фон Лихтенберг (1416 – 1480), дъщеря на граф Фридрих IV фон Мьорс († 1448) и Енгелберта фон Клеве-Марк († 1458), дъщеря на Адолф III фон Марк (1334 – 1394) и Маргарета фон Юлих († 1425). Те имат децата:
- Ян/Йохан III ван Егмонт (* 3 април 1438; † 21 август 1516), 1. граф на Егмонд, господар на Баер, губернатор на Холандия, женен през май 1484 г. в Хага за Магдалена фон Верденберг (* 1464), дъщеря на граф Георг III фон Верденберг-Зарганс († 1500) и маркграфиня Катарина фон Баден (1449 – 1484)
- Фридрих/Фредерик ван Егмонт (* ок. 1440; † 1521), граф на Бурен и Леердам, женен I. за Катарина фон Раенст (* ок. 1460; † ок. 1515, преди женитбата), II. ок. 20 октомври 1464 г. за Алайда фон Кулембург († 20 юли 1472), III. на 7 декември 1502 г. за Валбурга фон Мандершайд (* 1468)
- Анна ван Егмонт (* 1440; † 1 септемвври 1461), омъжена на 14 август 1459 г. за граф Бернард фон Бентхайм († 28 ноември 1472)
- Елизабет ван Егмонт (* 1445; † 1539), омъжена на 13 септември 1457 г. за Гизберт фон Бронкхорст-Боркуло (* 16 декември 1444; † 1 декември 1489)
- Вилхелм ван Егмонд (* 1450; † 1494), господар на Херпен и Хапс, женен пр. 7 ноември 1482 г. за Маргарета фон Кулембург († 17 декември 1505)
- Валпурга ван Егмонт (* ок. 1456), монахиня
- Маргарета ван Егмонт (* 1455; † 21 септември 1496), омъжена I. ок. 1474 г. за Жан V де Мероде († пр. 12 март 1485), II. 1493 г. за Годерт Торк, кастелан ван Бурен († 7 юни 1507)

Вилхелм се жени втори път за неизвестна и има с нея две деца:
- Мария бастард-дъщеря ван Егмонт, омъжена ок. 1460 г.за Ян ван Куик ван Метерен († ок. 1498)
- Николаас бастард ван Егмонт
- Фредерик ван Егмонт

Вилхелм с Алайд Крайнк, която умира преди са се оженат, има един син:
- Хендрик бастард ван Егмонт († пр. 1511), женен за Агнес Крайнк ван Баек